# Agnosthaetus
Agnosthaetus (лат.) — род жуков-стафилинид из подсемейства Euaesthetinae (Staphylinidae).
Более 30 видов. Эндемики Новой Зеландии.

## Описание
Мелкие жуки-стафилиниды, длина около 3 мм (2,5—3,5 мм). Крылья отсутствуют. Голова, пронотум и надкрылья гладкие, тонко микроскульптированные. Основная окраска красновато-коричневая до чёрной. Глаза крупные (занимают почти половину боковой стороны головы). Усики 11-члениковые с 2-члениковой булавой. Нижнечелюстные щупики состоят из 4 сегментов, а нижнегубные 3-члениковые. Лабиум с парой склеротизированных шипиков. III-VII-й абдоминальные сегменты без парасклеритов. III-й абдоминальный тергит слит со стернитом, образуя кольцевидный сегмент. Базальный членик задних лапок отчётливо вытянутый и длиннее двух последующих тарзомеров. Обладают формулой лапок 5-5-4 и на этом основании включены в состав трибы Stenaesthetini Bernhauer & Schubert, 1911 вместе с пантропическим родом Stenaesthetus (от которого отличается более крупными глазами и продольно морщинистым пронотумом), единственный в подсемействе обладающий сходной формулой.

## Систематика
Более 30 видов. Род был первоначально выделен в 1939 году немецким колеоптерологом Максом Бернхауэром (Max Bernhauer; 1866—1946) на основании новозеландского типового вида Agnosthaetus brouni Bernhauer, 1939 и включён в трибу Stenaesthetini Bernhauer & Schubert, 1911.
В ходе недавней ревизии было выявлено 28 новых для науки видов, что довело общее их число в роду до 34 видов. Однако, первые виды рода (например, Agnosthaetus stilbus (Broun, 1910)), включённые позднее в его состав, были описаны ещё в 1910-21 годах крупным новозеландским колеоптерологом Томасом Броуном (Thomas Broun; 1838—1919).
- Agnosthaetus bisulciceps (Broun, 1917)[8]
- Agnosthaetus brouni Bernhauer, 1939 typus
- Agnosthaetus cariniceps Bernhauer, 1939
- Agnosthaetus stilbus (Broun, 1910)[2]
- Agnosthaetus vicinus (Broun, 1921)[9]
- Другие виды, описанные американским энтомологом Дэйвом Кларком в 2011 году (Clarke, 2011)[7]: Agnosthaetus chiasma, Agnosthaetus rodmani, Agnosthaetus falx, Agnosthaetus stenomastax, Agnosthaetus heteromastax, Agnosthaetus tumidus, Agnosthaetus aequalis, Agnosthaetus akatarawa, Agnosthaetus zonatus, Agnosthaetus bicolor, Agnosthaetus impressus, Agnosthaetus nitidus, Agnosthaetus leviceps, Agnosthaetus ecarinatus, Agnosthaetus imitator, Agnosthaetus aorangi, Agnosthaetus orongo, Agnosthaetus minutus, Agnosthaetus lanceolatus, Agnosthaetus kaikoura, Agnosthaetus thayerae, Agnosthaetus newtoni, Agnosthaetus truncatus, Agnosthaetus sculptus, Agnosthaetus nunni, Agnosthaetus carnelius, Agnosthaetus enigmus, Agnosthaetus affinis Clarke
- Ранее включённый в состав рода Agnosthaetus вид Agnosthaetus whitehorni (Broun, 1910) (=Dimerus whitehorni)[10] в настоящее время выделен в отдельный род Kiwiaesthetus Puthz, 2008 и рассматривается как Kiwiaesthetus whitehorni (Broun, 1912)[11].